# Черногрудый канюковый коршун
Черногрудый канюковый коршун (лат. Hamirostra melanosternon) — вид хищных птиц из семейства ястребиных, единственный в одноимённом роде Hamirostra.

## Общие сведения
Канюковый коршун достигает 51—61 см в высоту, включая его короткий квадратный хвост. Размах вытянутых крыльев — 147—156 см. Самка весит примерно 1330 грамм, самец — 1196 грамм.
У коршуна преимущественно чёрная окраска тела и крыльев контрастирует с более светлыми крыльями. Чёрное оперение сверху, прерывается насыщенными пятнами красного цвета на спине и плечах.

## Ареал и среда обитания
Коршун распространен на всей территории северной и внутренней Австралии в районах с годовым количеством осадков менее 500 мм, предпочитая леса и открытые пространства. Ареал простирается от северо-востока Южной Австралии, северо-запада Нового Южного Уэльса, северного Квинсленда, Северной территории и северо-западной внешней части Западной Австралии.

## Трофические связи
Охотится на различных рептилий, мелких млекопитающих и птиц, а также совершает набеги на птичьи гнезда, чтобы украсть яйца и птенцов, в том числе и других видов хищных птиц.
Использует камни для разбивания яиц крупных наземных птиц (эму и т. д.), а также раскалывает их и клювом.

## Размножение
Гнездится канюковый коршун на высоких деревьях и других труднодоступных местах. Оба партнёра в равной степени участвуют в строительстве гнезда, которое строется из прутьев и веток, из материалов, собранных с земли или сломанных деревьев и перенесенных к месту гнездования когтями или клювом. Размеры гнезда в длину равны 1,2 метра, в ширину — 80 см, в глубину — 40 см.
Самка откладывает яйца с августа по октябрь. Обычная кладка состоит из 2 яиц, отложенных с интервалом примерно 8-13 дней и инкубированных в течение 32-38 дней. Птенцы остаются в гнезде от 68 до 73 дней, прежде чем опереться примерно в декабре. Самка большую часть времени ухаживает за гнездом, в то время как самец охотится и приносит пищу. Обычно, лишь 1 птенец выживает.